# هارون ويلارد
هارون ويلارد (بالإنجليزية: Aaron Willard)‏ هو مصمم ورائد أعمال أمريكي، ولد في 14 أكتوبر 1757 في غرافتون في الولايات المتحدة، وتوفي في 20 مايو 1844 في بوسطن في الولايات المتحدة.